# UTC+5:45
UTC+5:45 er en tidszone som er 5 timer og 45 minutter foran standardtiden UTC.
UTC+5:45 bruges året rundt af:
- Nepal